# Athletic Model Guild
L'Athletic Model Guild, o AMG, è uno studio cinematografico statunitense, fondato da Bob Mizer nel dicembre 1945. Durante quegli anni del dopoguerra, le leggi sulla censura degli Stati Uniti consentivano alle donne, ma non agli uomini, di apparire in vari stati di spogliarello in quella che veniva definita "arte fotografica". Mizer ha iniziato la sua attività scattando foto di uomini che conosceva. I suoi soggetti posavano spesso per immagini che illustravano consigli di fitness e simili, ma erano anche visti come materiale omoerotico.

## Storia

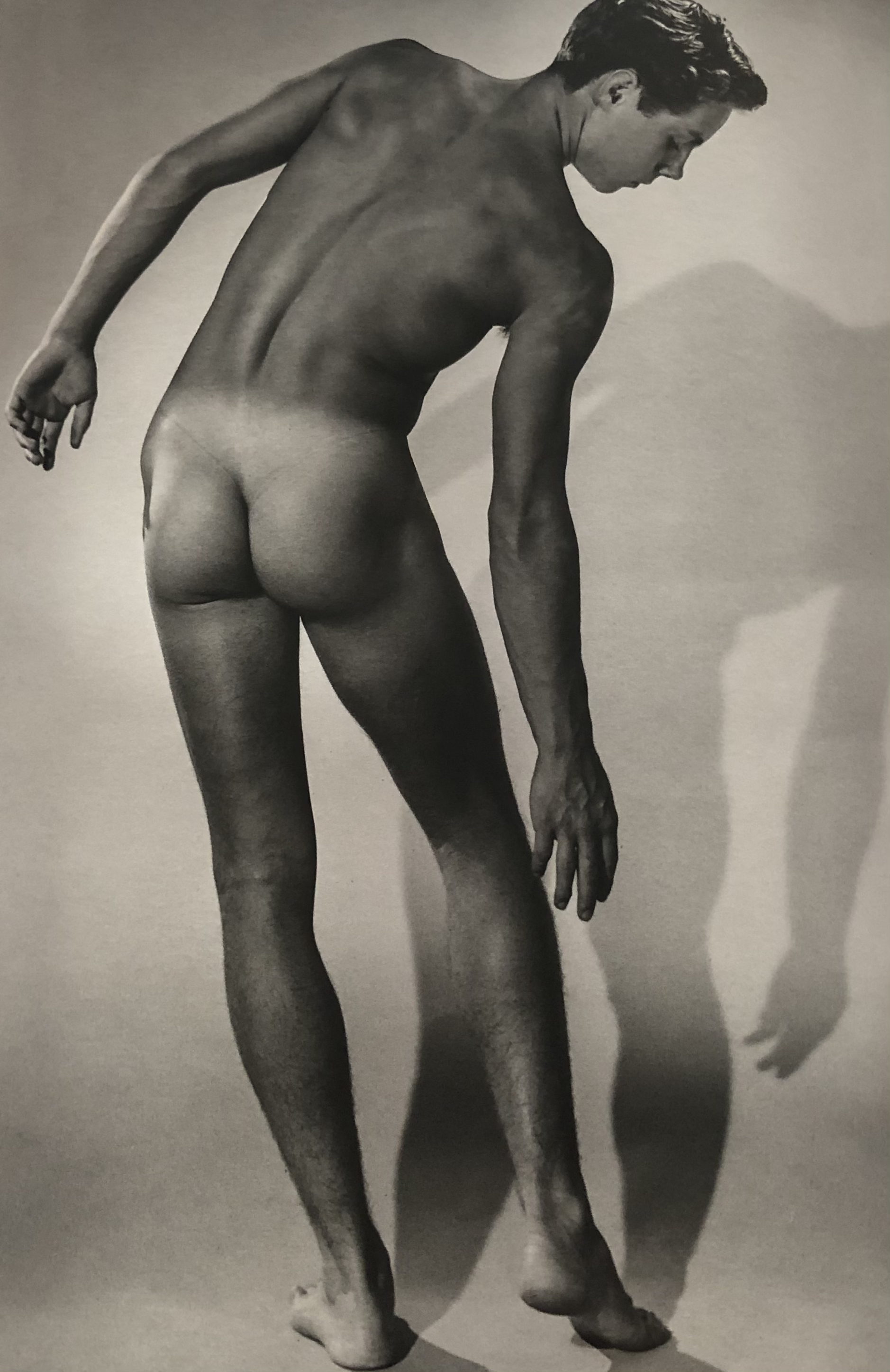
Il modello AMG Jim Grant nel 1949.

La formula utilizzata da AMG consisteva in immagini (in movimento ed immobili) di giovani uomini muscolosi che facevano pose di bodybuilding, o forse praticavano wrestling in coppia o recitavano scene improvvisate. Mizer è comparso in tribunale per affrontare diverse accuse nel corso degli anni, tra cui oscenità, uso di droghe e prostituzione. Presumibilmente, i modelli AMG di Mizer a volte guadagnavano soldi extra affittandosi come gay a pagamento, ma Mizer ha sostenuto con forza che non erano affari suoi quello che facevano nel loro tempo libero. Nonostante alcune battute d'arresto legali, la AMG è sopravvissuta ai suoi numerosi processi.
Il materiale AMG (venduto sotto forma di stampe fotografiche, riviste e cortometraggi) si è evoluto lentamente nel tempo, da immagini alterate in cui i genitali maschili erano dipinti o altrimenti coperti, a stampe fotografiche in cui le modelle indossavano cinghie di posa estremamente succinte e poi finalmente, come consentito dalle mutevoli leggi, alla nudità totale. Ha usato la sua rivista trimestrale, Physique Pictorial, che presentava altri artisti come Tom of Finland, come mezzo per pubblicizzare il suo materiale. Diversi bodybuilder e attori della giornata hanno iniziato a posare per Mizer e i suoi amici all'AMG. Si stima che abbia sparato a oltre 10.000 uomini nel corso della sua carriera. Il protetto di Andy Warhol Joe Dallesandro era uno dei tanti modelli AMG con cui anche chi non conosceva l'Athletic Model Guild poteva avere familiarità. Altri includevano Ed Fury e Glenn Corbett di Indirizzo permanente, e Susan Hayward e Alan Ladd. Il bodybuilder e futuro governatore della California, Arnold Schwarzenegger ha posato per AMG sotto Mizer nel 1975.
Dopo la morte di Mizer nel maggio 1992, Wayne Stanley, un amico e consulente legale, si occupò dei suoi archivi. Nel 2004 l'azienda e i suoi archivi sono stati venduti al fotografo Dennis Bell. Sotto le redini di Bell, l'Athletic Model Guild continua ad operare come Bob Mizer Foundation. Il materiale ereditato dagli archivi di Mizer, che una volta si temeva perduto nel tempo, viene organizzato e rimasterizzato digitalmente. Questo nuovo materiale è marchiato con AMG Film Classica. Il film del 1998 Beefcake, diretto da Thom Fitzgerald, combina filmati documentari con drammatizzazioni romanzate nel tentativo di raccontare la storia di Mizer e AMG. Le nuove uscite in DVD contengono lungometraggi, nonché filmati inediti e filmati dietro le quinte come extra.

## Film realizzati
- 1970 Hot Summer Special (1970)
- Curt's Xmas Sailor (1974)
- Bondage 1 (1985)
- Spanking 2 (1985)
- Spanking 25 (1986)
- Wrestling Live 1 (1986)
- Wrestling Live 2 (1986)
- Wrestling Live 25 (1986)
- Wrestling Live 3 (1986)
- Best Size 13 (1987)
- Best Size 18 (1987)
- Best Size 21 (1990)
- Wrestling Live 26 (1990)
- Wrestling Live 28 (1990)
- Wrestling Live 29 (1990)
- Wrestling Live 31 (1990)
- Wrestling Live 32 (1990)
- Wrestling Live 33 (1990)
- Wrestling Live 34 (1990)
- Wrestling Live 35 (1990)
- Wrestling Live 36 (1990)
- Wrestling Live 37 (1990)
- Wrestling Live 38 (1990)
- Wrestling Live 39 (1990)
- Wrestling Live 40 (1990)
- Fazenda (2007)
- Brawn Over Brains (2008)